# Olio da taglio

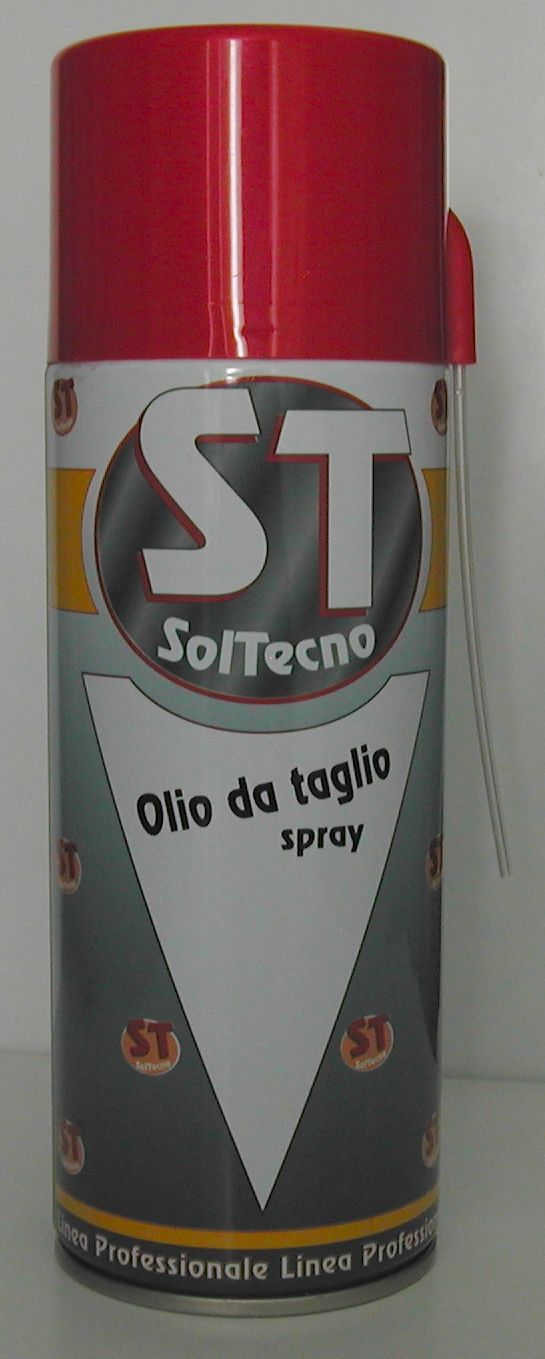
Olio da taglio spray

L'olio da taglio è olio lubrificante adatto per i lavori di taglio meccanico e di filettatura. Si usa soprattutto per lubrificare punte da trapano, maschi, filiere, alesatori e altri utensili che tagliano o incidono il metallo. Oltre a lubrificare aiuta ad asportare il calore generato per attrito durante il taglio. Esiste in molteplici varianti adatte ai materiali più disparati. 

Per i lavori a mano è disponibile in bomboletta spray, flacone di liquido, barattolo di pasta; per l'impiego sulle macchine utensili quali il tornio e la fresatrice, dotate di circuito di raffreddamento a pompa dell'utensile e del pezzo in lavorazione, in versione lubrorefrigerante distribuito in taniche e bidoni.
Qualora non fosse disponibile può sostituirsi a seconda del materiale con olio comune, olio di colza, olio emulsionabile, stearina, petrolio, oppure nei piccoli lavori amatoriali anche con soluzione di acqua saponata.